# Chaetocnema paragreenica
Chaetocnema paragreenica (лат.) — вид жуков-листоедов рода Chaetocnema трибы земляные блошки из подсемейства козявок (Galerucinae, Chrysomelidae). Южная и Центральная Азия.

## Распространение
Встречаются в Центральной и Южной Азии (Индия, Непал, Пакистан).

## Описание
Длина 1,90—2,10 мм, ширина 1,12—1,15 мм. От близких видов (Chaetocnema greenica) отличается комбинацией следующих признаков: структурой головы (есть орбитальные и супраантенальные бороздки) и окраской, укороченным пронотумом (соотношение ширины к длине 1,59—1,61), формой эдеагуса. Переднеспинка, голова и надкрылья бронзоватые. Голова и дорзум мелко сетчатые. Фронтоклипеальная борозда отсутствует. Антенномеры усиков и ноги желтовато-коричневые. Голова гипогнатная (ротовые органы направлены вниз). Надкрылья покрыты несколькими рядами (6—8) многочисленных мелких точек — пунктур. Бока надкрылий выпуклые. Второй и третий вентриты слиты. Средние и задние голени с выемкой на наружной стороне перед вершиной. Переднеспинка без базальной бороздки. Вид был впервые описан в 2019 году в ходе ревизии ориентальной фауны рода Chaetocnema, которую провели энтомологи Александр Константинов (Systematic Entomology Laboratory, USDA, c/o Smithsonian Institution, National Museum of Natural History, Вашингтон, США) и его коллеги из Китая (Ruan Y., Yang X., Zhang M.) и Индии (Prathapan K. D.).